# Mari Energies
Mari Energies Limited, precedentemente conosciuta come Mari Petroleum Company Limited, e comunemente chiamata Mari è una compagnia che opera nel settore Oil & Gas, attiva nella produzione di petrolio e gas naturale e nella fornitura di servizi energetici, con sede a Islamabad. 

## Storia
Nel 1957 la Esso Eastern inc. scopre il giacimento di gas di Mari con una stima GIIP di 2,38 TFC. In seguito la Fauji Foundation acquisisce l'intera quota del giacimento dalla Esso Eastern, con la partecipazione di Oil & Gas Development Company e del Governo del Pakistan. Creando così Mari Gas Company Limited nel 1984.
Nel 1994, Mari viene quotata alla Borsa di Karachi, a seguito di un'offerta pubblica iniziale di 25 PKR per azione.

## National Resources Limited
National Resources Limited (NRL) è una joint venture creata per occuparsi di esplorazione, estrazione e vendita dei minerali. YB Pakistan, Arif Habib Equity, Liberty Mills e Reliance Commodities sono i partner della joint venture. Ciascuno ha una quota del 20%.